# Seeing

Visualisation de l'effet de Seeing avec une focale importante sur la Lune.

Le seeing (du verbe anglais to see signifiant « voir »), ou en français la qualité d'image ou la qualité de la visibilité, est une grandeur servant à caractériser la qualité optique du ciel. En pratique, le seeing mesure la turbulence atmosphérique. Avec la transparence du ciel, il est donc un des paramètres utilisés par les astronomes pour mesurer la qualité du ciel et a fortiori des observations astronomiques. Ces deux paramètres dépendent notamment de la température, de la pression, du vent et de l'humidité ainsi que de leurs variations.

## Définition
Précisément, le seeing est la valeur de la largeur à mi-hauteur de la fonction d'étalement du point (en anglais point spread function, PSF) qui indique de combien s'étale une image ponctuelle d'une étoile. L'unité usuelle de mesure du seeing est la seconde d'arc. Quand le seeing est plus petit qu'une seconde d'arc, les astronomes sont généralement assez satisfaits. Dans des conditions optimales, comme à l'observatoire de La Silla et du VLT, au Chili, il arrive que le seeing descende jusqu'à environ 0,25 seconde d'arc. Évidemment, le seeing est nul hors de l'atmosphère, ce qui explique l'intérêt qu'il y a à mettre un télescope sur orbite.

## Seeingde coupole
On parle parfois du « seeing de coupole » qui désigne le seeing tel que mesuré dans la coupole d'un télescope. Il mesure les turbulences induites par la coupole. En effet, la valeur du seeing est directement liée à la quantité de turbulence de l'air. Quand, le soir, on ouvre la coupole du télescope, la température à l'intérieur est plus grande qu'à l'extérieur. Ainsi, dans la coupole, le seeing est moins bon, puisque la turbulence y est plus grande. Typiquement, un écart de température de 1 degré implique une dégradation du seeing d'une seconde d'arc, ce qui est énorme. C'est pour cette raison notamment que le NTT, à l'observatoire de La Silla, a été conçu pour permettre un écoulement maximal de l'air dans sa coupole. Depuis, d'autres mécanismes de ventilation ont été mis en place sur les grands télescopes, comme à Gemini, ou au VLT. En l'absence de coupole, le « seeing de coupole » serait égal au seeing « hors coupole », mais l'instrument serait plus exposé, notamment au vent.

## Prévision météorologique
La prévision météorologique permet de prévoir le seeing. Certains sites proposent ce service pour les astronomes amateurs,.